# Athina Cenci
Athina Cenci (Coo, 13 marzo 1946) è un'attrice, cabarettista e conduttrice televisiva italiana, vincitrice di due David di Donatello alla migliore attrice non protagonista per Speriamo che sia femmina (1986) e Compagni di scuola (1988).

## Biografia
È nata da famiglia italiana nell'isola greca di Coo, allora colonia del Dodecaneso italiano sotto occupazione alleata. Pratese di adozione, ha esordito nello spettacolo in compagnia di Alessandro Benvenuti e Paolo Nativi nella prima formazione del trio cabarettistico dei Giancattivi, all'interno degli spazi culturali del teatro Metastasio di Prato. In seguito nel 1976, a seguito della morte di Nativi, divenne membro dei Giancattivi Franco Di Francescantonio poi sostituito nel 1978 da Antonio Catalano, a sua volta sostituito pochi mesi dopo da Francesco Nuti.

Da sinistra: Alessandro Benvenuti, Cenci e Francesco Nuti, ovvero i Giancattivi, in Ad ovest di Paperino (1981)

È con questa ultima formazione che il trio raggiunge la celebrità nazionale con la trasmissione televisiva della Rai Non stop diretta da Enzo Trapani, nella quale i Giancattivi si esibivano a fianco del trio napoletano de La Smorfia (ovvero Massimo Troisi, Lello Arena ed Enzo Decaro), Zuzzurro e Gaspare, I Gatti di Vicolo Miracoli (Jerry Calà, Franco Oppini, Umberto Smaila e Ninì Salerno), Carlo Verdone e di molti altri giovani comici che avrebbero calcato le scene cinematografiche, teatrali e televisive nei decenni successivi. L'esordio al cinema avvenne nel 1981 sotto la direzione di Alessandro Benvenuti in Ad ovest di Paperino, un film in cui Athina Cenci, assieme ai due compagni Benvenuti e Nuti, dava libero sfogo alla comicità surreale dei Giancattivi, intervallata a momenti di una pur blanda analisi sociale.
Anche dopo l'uscita dal gruppo di Nuti (sostituito da Daniele Trambusti) i Giancattivi continuarono ad esibirsi producendo lo spettacolo Comic box (1982) e recitando anche in teatro come attori nello spettacolo Corto Maltese (1983). Nel 1985 uscì il loro secondo film sempre diretto da Benvenuti Era una notte buia e tempestosa... che fu l'ultimo loro lavoro come gruppo. Poco dopo l'uscita del film, i Giancattivi infatti si sciolsero e la Cenci inizierà la sua carriera solista, continuando a lavorare con successo al cinema per tutti gli anni ottanta, anche se molte volte, tornerà a dividere il set con il suo ex compagno dei Giancattivi, Alessandro Benvenuti.
Le sue due prove cinematografiche più mature sono state senz'altro Speriamo che sia femmina (1986) per la regia di Mario Monicelli e Compagni di scuola (1988) di Carlo Verdone: l'interpretazione di queste pellicole le ha valso, in entrambi i casi, l'assegnazione del David di Donatello quale miglior attrice non protagonista. Nel 1987 è tra le protagoniste del thriller Caramelle da uno sconosciuto di Franco Ferrini, in cui era affiancata da Barbara De Rossi, Marina Suma, Mara Venier, Anna Galiena, Laura Betti, Antonella Ponziani, Annie Papa e un'esordiente Sabrina Ferilli; per questo film la Cenci canta anche la canzone-tema Donne così con testo di Cristiano Minellono e musica di Umberto Smaila.

Da sinistra: Catherine Deneuve, Liv Ullmann, Enio Drovandi e Cenci in Speriamo che sia femmina (1986)

L'attività cinematografica (e televisiva) della Cenci è proseguita, pur se con alterne fortune, anche negli anni novanta (Benvenuti in casa Gori, Ritorno a casa Gori e I miei più cari amici di Alessandro Benvenuti, Jack Frusciante è uscito dal gruppo di Enza Negroni e le serie TV Il coraggio di Anna, Delitti privati, Dio vede e provvede e Il mastino, solo per ricordare le interpretazioni principali). Tra la fine degli anni ottanta e i primi anni novanta si cimenta con ottimi riscontri anche con la conduzione di varietà televisivi: su Italia 1, nella stagione 1989-1990, conduce con successo la trasmissione satirica Emilio in cui fu affiancata da Zuzzurro e Gaspare e per la quale incise anche la sigla omonima, che ottenne anch'essa molto seguito; poi nel 1993 condusse prima su Telemontecarlo Tre donne intorno al cuor assieme ad Alba Parietti e Susanna Agnelli e poi su Rai 3 il varietà comico Cielito lindo assieme a Claudio Bisio, in cui fu affiancata, tra gli altri, anche da Aldo, Giovanni e Giacomo e Luciana Littizzetto.
Degna di nota anche la sua presenza sulle scene teatrali. Un discreto successo ha ottenuto la pièce teatrale La donna gigante di Lidia Ravera. Nel 1999 è entrata a far parte del consiglio comunale di Firenze dopo le elezioni del 13 giugno, nelle file dei Democratici di Sinistra.
Il 13 settembre 2001 è stata colpita da un'emorragia cerebrale che l'ha privata della parola, e a causa di ciò è stata costretta ad abbandonare sia l'attività artistica sia quella politica per alcuni anni.
Nella primavera del 2015, dopo 14 anni di assenza, ritorna sulle scene, partecipando dapprima al docufilm Silvio va..., diretto da Marco Grisafi e dedicato a Silvio Lorenzini, su spunto dello scrittore Giampaolo Bellucci. A giugno è poi la volta del videoclip Il bacio, sempre dello stesso regista, tratto dall'ultimo album del pianista Maurizio Mastrini. Il 29 agosto 2015 è tornata in teatro da protagonista, con un nuovo spettacolo liberamente tratto dal testo de La voce umana di Jean Cocteau. Nel 2019 è protagonista del cortometraggio di Gianluca Testa I bambini di Scampia, tratto da una poesia di Giampaolo Bellucci.

## Filmografia

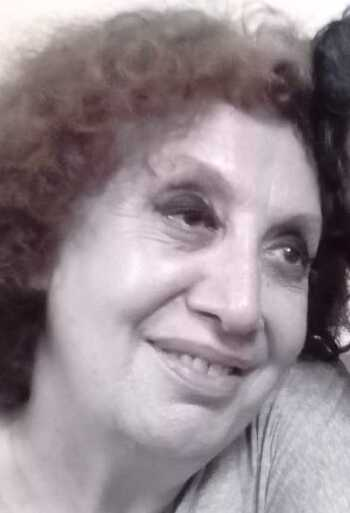
Athina Cenci nel 2021

### Attrice

#### Cinema
- Ad ovest di Paperino, regia di Alessandro Benvenuti (1981)
- Era una notte buia e tempestosa..., regia di Alessandro Benvenuti (1985)
- Speriamo che sia femmina, regia di Mario Monicelli (1986)
- Yuppies 2, regia di Enrico Oldoini (1986)
- La famiglia, regia di Ettore Scola (1987)
- Topo Galileo, regia di Francesco Laudadio (1987)
- Caramelle da uno sconosciuto, regia di Franco Ferrini (1987)
- Il volpone, regia di Maurizio Ponzi (1988)
- Casa mia casa mia..., regia di Neri Parenti (1988)
- Compagni di scuola, regia di Carlo Verdone (1988)
- I giorni del commissario Ambrosio, regia di Sergio Corbucci (1988)
- Benvenuti in casa Gori, regia di Alessandro Benvenuti (1990)
- Zitti e mosca, regia di Alessandro Benvenuti (1991)
- Bonus Malus, regia di Vito Zagarrio (1993)
- Fiorile, regia di Paolo e Vittorio Taviani (1993)
- Miracolo italiano, regia di Enrico Oldoini (1994)
- Jack Frusciante è uscito dal gruppo, regia di Enza Negroni (1996)
- Ritorno a casa Gori, regia di Alessandro Benvenuti (1996)
- Donna di piacere, regia di Paolo Fondato (1997)
- I miei più cari amici, regia di Alessandro Benvenuti (1998)
- La madre inutile, regia di José María Sánchez (1998)
- Rosa e Cornelia, regia di Giorgio Treves (2000)
- Exitus - Il passaggio, regia di Alessandro Bencivenga (2019)[7]
- Vi voglio cattivi, regia di Andrea Muzzi (2019)[8]
- Quel genio del mio amico, regia di Alessandro Sarti (2021)
- Dio è in pausa pranzo, regia di Michele Coppini (2021)

#### Televisione
- Il coraggio di Anna – miniserie TV (1992)
- Delitti privati – miniserie TV (1993)
- Uno di noi – serie TV (1996)
- Dio vede e provvede – serie TV, episodi 1x01-2x09 (1998)
- Il mastino – serie TV (1998)
- A due passi dal cielo – film TV (1999)
- Giuda – film TV (2001)

#### Cortometraggi
- I bambini di Scampia, regia di Gianluca Testa (2019)

### Doppiatrice
- Signora Bertolini in Camera con vista, regia di James Ivory (1985)

## Programmi televisivi
- Non stop (Rete 1, 1978-1979)
- La sberla (Rete 1, 1979)
- Emilio (Italia 1, 1989-1990)
- Tre donne intorno al cuor (TMC, 1993)
- Cielito lindo (Rai 3, 1993)
- Trenta ore per la vita (Reti Mediaset, 1994) Inviata

## Videoclip
- Silvio va..., regia di Marco Grisafi (2015)
- Il bacio, regia di Marco Grisafi (2015)

## Riconoscimenti
- David di Donatello
  - 1982 – Candidatura alla miglior attrice esordiente per Ad ovest di Paperino
  - 1986 – Migliore attrice non protagonista per Speriamo che sia femmina
  - 1989 – Migliore attrice non protagonista per Compagni di scuola
  - 1999 – Candidatura alla miglior attrice non protagonista per I miei più cari amici
  - 2001 – Candidatura alla miglior attrice non protagonista per Rosa e Cornelia
- Nastro d'argento
  - 1986 – Candidatura alla miglior attrice non protagonista per Speriamo che sia femmina
  - 1992 – Candidatura alla miglior attrice non protagonista per Ritorno a casa Gori
- Ciak d'oro
  - 1986 – Migliore attrice non protagonista per Speriamo che sia femmina[9]
  - 1987 – Candidatura alla migliore attrice non protagonista per La famiglia
  - 1992 – Candidatura alla migliore attrice non protagonista per Zitti e mosca
  - 1997 – Candidatura alla migliore attrice non protagonista per Ritorno a casa Gori
- Grolla d'oro
  - 1990 – Miglior attrice per Benvenuti in casa Gori
  - 2000 – Miglior attrice per Rosa e Cornelia